# Каракачани в България
Каракачаните (на гръцки: σαρακατσάνοι, саракацани) са етническа група в България. Според преброяването на населението през 2011 г. те са 2556 души, или 0,03 % от населението на страната. Населяват основно районите на Сливен, Котел, Казанлък, Самоков, Дупница, Берковица, Вършец, Враца и др.
От 1991 г. насам в местността „Карандила“ край град Сливен се провежда Национален събор на каракачаните в България.

## Численост и дял
Численост и дял на каракачаните според преброяванията на населението в България през годините:
| Година | Дял (в %) | Численост |
| 2001   | 0.05      | 4107      |
| 2011   | 0.03      | 2556      |